# DD/MM/YYYY
DD/MM/YYYY (Day Month Year) é uma banda canadense proveniente de Toronto. De estilo indie experimental, é conhecida por ser abstrata, marcada pelo uso de instrumentos não convencionais e diversas combinações de ritmos.

## Discografia
- 2004: The World is so Unreal (dividido con Panserbjorne on Culture Industry Records)
- 2005: Blue Screen of Death (We Are Busy Bodies Records)
- 2006: "Sell Me Virginity" (Sencillo de 7" en compilado de Out of Touch Records)
- 2007: Are They Masks? (We Are Busy Bodies Records)
- 2008: 777 inch (Out of Touch Records)
- 2009: "Split 7" (split with Child Bite Dyspepsidisc/Wham City Records)
- 2009: Black Square (CD/LP, We Are Busy Bodies (Canada); LP, Deleted Art (Europe); Cassette, Impose Records (U.S.A) )
- 2010: "Blue Screen Of Death" (Relanzamiento de 12" y combo de 7", Itchy Roof Records)